# Giorgio Bellavitis
Giorgio Bellavitis (Venezia, 17 maggio 1926 – 21 maggio 2009) è stato un fumettista italiano.

## Biografia
Esordì molto giovane pubblica vignette sul settimanale Sior Tonin Bonagrazia e illustrando libri per l'Editrice Montuoro. Dopo l'armistizio del 1943 si unì alla resistenza italiana con il nome di battaglia Walt Disney, collaborando come illustratore al notiziario locale Vento di montagna; venne quindi arrestato insieme a Alberto Ongaro e Mario Faustinelli con i quali, finita la guerra, entrò nel gruppo di autori che realizzarono la rivista Asso di Picche e ai quali si unirono poi Hugo Pratt, Paul Campani e Dino Battaglia; esordì pubblicando una storia su Robin Hood sugli Albi Uragano, firmandosi con lo pseudonimo George Summer.
Nei primi anni cinquanta molti esponenti del gruppo si trasferirono in Argentina ma egli preferì non seguirli iniziando una collaborazione con la casa editrice AVE realizzando per la testata Il Vittorioso varie serie a fumetti con diversi autori; contemporaneamente collaborò anche con il settimanale genovese Lo Scolaro. Con Rinaldo Dami si trasferì a Londra iniziando a collaborare nel 1954 con vari editori locali come Fleetway, Hulton e Beaverbrook, e lavorando anche come art director per la Cosmopolitan Artists fino al 1955; dal 1954 collaborò anche con il settimanale britannico a fumetti Eagle disegnando varie serie come Mark the Youngest Disciple e Stormer Nelson, sea adventurer che sarà pubblicato anche in Italia come Kid Tempesta su Il Giorno dei Ragazzi dal 1958 al 1964.
Rientrò in Italia nel 1958 e, abbandonata la carriera fumettistica, si laureò nel 1965 in architettura a Venezia dedicandosi negli anni sessanta al recupero e al restauro di palazzi veneziani.